# Pastuchov
Pastuchov és un poble i municipi d'Eslovàquia que es troba a la regió de Trnava, a l'oest del país. El 2023 tenia 948 habitants.

## Història
La primera menció escrita de la vila es remunta al 1276.

## Demografia
| Godina             | 1994 | 2004   | 2014   | 2024   |
| ------------------ | ---- | ------ | ------ | ------ |
| Nombre de persones | 961  | 982    | 970    | 934    |
| Diferència         |      | +2,18% | −1,22% | −3,71% |

| Godina             | 2023 | 2024   |
| ------------------ | ---- | ------ |
| Nombre de persones | 948  | 934    |
| Diferència         |      | −1,47% |